# Peniocereus
Peniocereus é um gênero botânico da família Cactaceae.

## Sinonímia
- Cullmannia Distefano
- Neoevansia W.T.Marshall
- Nyctocereus (A.Berger) Britton & Rose

## Espécies
Peniocereus greggii 

Peniocereus marianus

Peniocereus zopilotensis

etc.